# Nyls
 (juin 2025).
Motif : Article déjà supprimé plusieurs fois sous au moins deux graphies différentes. Les sources sont faible et rien ne démontre que les critères sont respectés
- Archive Wikiwix
- Bing
- Cairn
- DuckDuckGo
- E. Universalis
- Gallica
- Google
- G. Books
- G. News
- G. Scholar
- Persée
- Qwant
- (zh) Baidu
- (ru) Yandex
- (wd) trouver des œuvres sur Wikidata

| 1. | Préciser le motif de la pose du bandeau. | Précisez le motif de la pose du bandeau en utilisant la syntaxe suivante : {{admissibilité à vérifier\|date=juin 2025\|motif=remplacez ce texte par le motif}}            |
| 2. | Informer les utilisateurs concernés.     | Pensez à avertir le créateur de l'article, par exemple, en insérant le code ci-dessous sur sa page de discussion : {{subst:avertissement admissibilité à vérifier\|Nyls}} |

Nyls (né le 23 septembre 1982) est un chanteur et compositeur français d'origine italienne. Nyls est un pseudonyme ; son vrai nom est inconnu. a fait des collaborations avec Ysa Ferrer.

## Vie et carrière
Nyls a grandi à Grenoble, en France et à Lama dei Peligni, en Italie.
Sa carrière musicale a débuté en 2007 lorsqu'il a fait équipe avec le duo pop italien Paola & Chiara, pour lequel il a écrit le single « Seconde Chance » en français, tiré de leur album « Win The Game ». Le single a atteint la 4e place des charts italiens.
En 2008, il rencontre Frédéric Messel, PDG d'Icon Records France. Cette rencontre donnera naissance à la production et à la sortie de son premier album « Kairos », paru en 2012. Quatre singles « Avance » (4e), « Ce Que Tu N'es Pas » (7e), « A Califourchon » (6e), « Comme Une Trace » (8e) extraits de cet album entreront dans le Top 10 iTunes français. La direction artistique a été confiée à Marco Contini, qui a collaboré avec des artistes tels qu'Irene Grandi et Marco Carta par le passé. L'album bénéficie également d'une sortie japonaise.
Plus tard, Nyls a sorti un single anglais, "It's Gonna Be Alright", qui n'a rencontré qu'un succès modéré. Le single est tiré de son deuxième album, "Nightlife".
"Crazy" a été choisi comme deuxième single. La chanson a atteint la 8e place du classement des singles iTunes français.
En décembre 2013, Nyls a été invité à créer et à enregistrer le thème principal du film « Dragon Nest ». La chanson s'intitule « Keep The Dragon Alive »,. En 2015, son album Pulse est sorti.